# Ивана Искра Јаношић
Ивана Искра Јаношић (Дуга Реса, 1942–2018), била је археолог, доктор хуманистичких наука, виши музејски савјетник (у пензији) и бивша директорка Градског музеја у Винковцима.

## Биографија
Ивана Искра Јаношић је рођена 28. марта 1942. године у Дугој Реси у Краљевини Југославији. Реалну гимназију је завршила у Приједору 1960. године. У готово стогодишњој историји приједорске гимназије само су двије ученице и то 1960. године положиле, трећи и четврти разред, као и матуру у једној години. То су Ивана Искра и Муневера Авдагић.
Ивана је исте године уписала једнопредметни студиј археологије на Филозофском факултету у Загребу. Дипломирала је 1965. године. Исте године се запослила на Археолошком институту Филозофског факултета у Загребу гдје је радила до 1968. године.
Послове кустоса у Градском музеју у Винковцима преузима 1968. године. Током рада напредовала је до звања музејског савјетника, а уз посао кустоса обављала је и функцију директора Градског музеја у Винковцима у периоду од 1970. до 1991. године.
Послије доласка у Музеј уписала је послиједипломске студије. На темељу истраживања, објављених радова и рада на заштитиним археолошким радовима на подручју града Винковаца прихваћена је њена докторска дисертација с темом Урбанизација Цибала и развој керамичких средишта, с посебним освртом на лончарске производе као резултат властитих истраживања на подручју римског насеља „Colonia Aurelia Cibale“.
Током дугогодишњег рада у својству водитељице обављала је археолошка истраживања на античким локалитетима у Пакоштанима и Мулинама на Угљану, у Вучедолу и Бапској, на средњовјековним локалитетима Боринци, Мераја и Винковци те сва већа ископавања на подручју Вуковарско-сријемске жупаније. Истражила је површину од 35.000 m² разних локалитета, од тога 25.000 m² унутар града Винковаца.
Направила је 10-ак ауторских изложаба, а о резултатима истраживања писала је у бројним научним и стручним радовима, каталозима и новинским чланцима.

## Награде и одликовања
За свој рад одликована је Редом Данице хрватске с ликом Марка Марулића и Наградом за животно дјело Вуковарско–сријемске жупаније.
Умрла је у Винковцима 4. јануара 2018. г.